# Mactrinula plicataria
Mactrinula plicataria is een tweekleppigensoort uit de familie Mactridae. De wetenschappelijke naam werd gepubliceerd in 1767 door Carl Linnaeus.